# الدوري الأمريكي لكرة السلة للمحترفين 1986–87
الدوري الأمريكي لكرة السلة للمحترفين 1986–87 (بالإنجليزية: 1986–87 NBA season)‏ هو موسم من الرابطة الوطنية لكرة السلة. أقيم خلال الفترة 31 أكتوبر 1986 وحتى 14 يونيو 1987، وأشرف على تنظيمه الرابطة الوطنية لكرة السلة، وفاز فيه لوس أنجلوس ليكرز.